# Luciola unmunsana
Luciola unmunsana is een keversoort uit de familie glimwormen (Lampyridae). De wetenschappelijke naam van de soort is voor het eerst geldig gepubliceerd in 1931 door Doi.